# Tyssageci

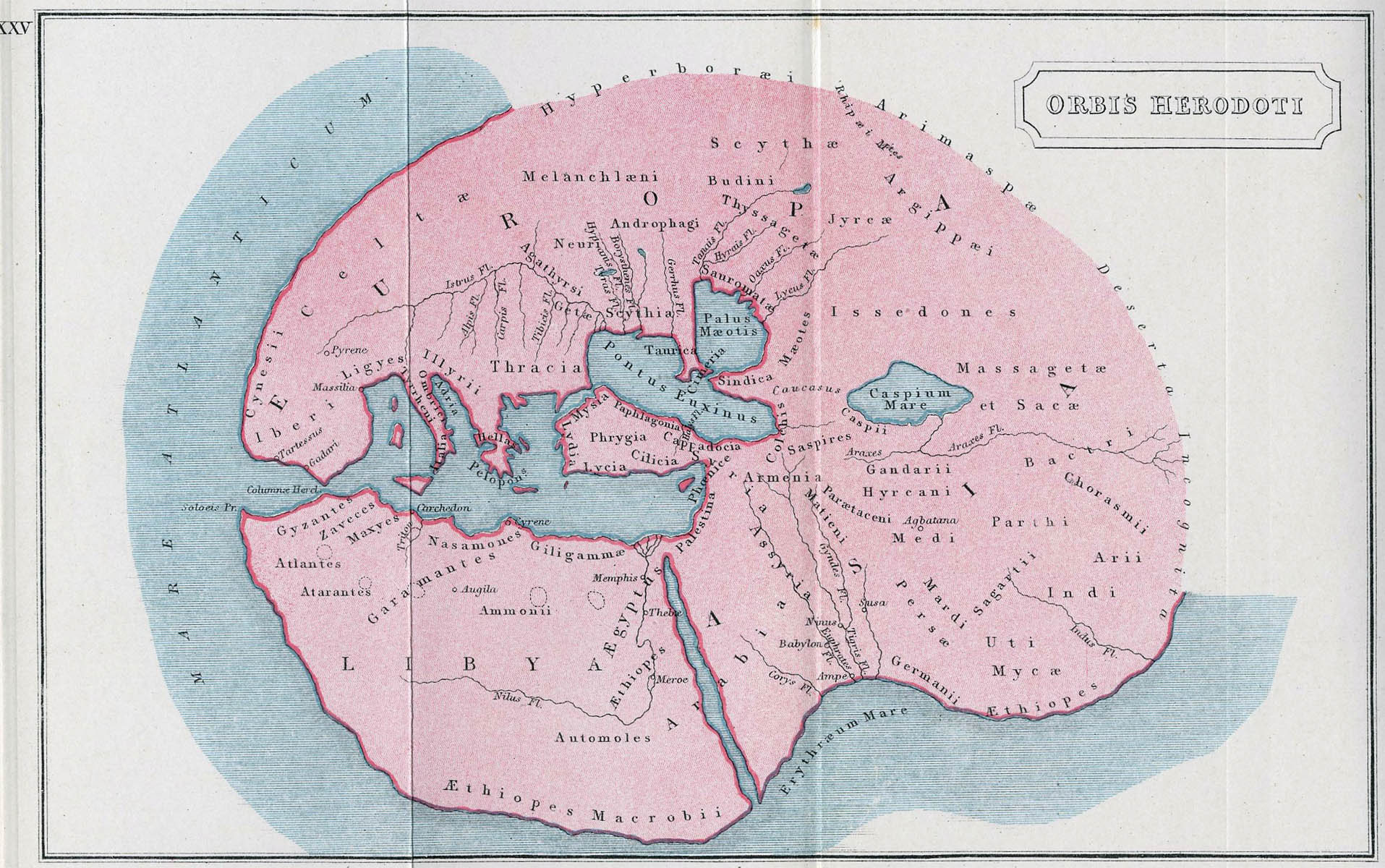
Tyssageci/Thyssagetae na mapie „Świat Herodota” z XIX wieku

Tyssageci (gr. Θυσσαγέται) – starożytny lud żyjący na pograniczu Europy i Azji, wzmiankowany przez Herodota. Mieli mieszkać na północny wschód od Budynów, siedem dni marszu przez dzielącą ich pustkowie:

(...) a za pustynią, więcej ku wschodowi, mieszkają Tyssageci, liczny i odrębny lud, żyjący z łowów.

Ich siedziby lokalizowane są przy południowo-zachodnich stokach Uralu, w rejonie Ufy i Orenburga. Nie jest znana etniczna atrybucja Tyssagetów. Wiązano ich z Finami, co inni odrzucają. Utożsamiani są także z Mansami.